# Phyllis Richmond
Phyllis Allen Richmond (1921-1997) va ser una bibliotecària, historiadora de la ciència i documentalista nord-americana. Va destacar la seva aportació sobre les teories sobre classificació.

## Biografia
Va néixer a Boston (Estats Units), però la seva família es va traslladar a Rochester, Nova York.
El 1942 es va graduar en història a la Universitat Case Western Reserve (Cleveland, Ohio). Es va llicenciar en el màster de filosofia de la ciència a 1946, a la Universitat de Pennsilvània. A 1949, es doctora amb una tesi que tractaria la teoria del germen de la malaltia, la qual va ser una teoria capdavantera de la història de la medicina durant gairebé 40 anys. Aquest tema el va anar desenvolupant durant tota la seva vida, encara que no ho va fer de manera contínua.
Richmond comença la seva vida laboral treballant com a historiadora de la ciència des de 1943 fins a 1945 i de 1946 fins a 1947 al Rochester Museum and Science Center (Nova York). A 1949 comença a treballar a la Universitat Johns Hopkins fins al 1952, on comença a estudiar Biblioteconomia a la Universitat Case Western Reserve. Allà coincideix amb Jesse Shera, pioner en tècniques documentals i automatització de biblioteques; Phyllis va treballar amb Shera (a qui ella considera el seu mentor).
Es gradua el 1956 i comença a treballar, fins al 1969, com a bibliotecària a la Universitat de Rochester, on va ser la responsable (i pionera entre els bibliotecaris) de l'automatització del centre. Molts creadors de programari es van apropar a ella per demanar consulta i assessorament.
A partir de 1966, Phyllis Richmond comença a exercir com a professora de catalogació i classificació en nombroses universitats fins que, el 1970, accepta la plaça de professora de la Facultat de Biblioteconomia de la Universitat Case Western Reserve, just l'any de la jubilació de Jesse Shera. Va ser degana el 1979 i durant el trienni 1982-1984; aquest últim any va ser nomenada professora emèrita.
Mor per complicacions derivades de l'Alzheimer el 1997.

## Obra acadèmica. Teories sobre la Classificació
Phyllis Richmond va tenir com a àrees d'interès la història de la ciència, la catalogació, l'automatització de biblioteques i, sobretot, la classificació.
Richmond, veient com els sistemes tradicionals de classificació com la Classificació Decimal de Dewey resultaven deficitaris davant l'aparició cada vegada major de nous documents amb noves matèries, va abraçar sense disimulos les teories de Henry Bliss i Ranganathan sobre les facetes i la classificació colonada. Per això, veient que els bibliotecaris i documentalistes nord-americans no tenien molt interès en les facetes, va organitzar al costat de Pauline Atherton Cochrane la Classification Research Study Group (CRSG), un grup de recerca per estudiar la implementació de l'anàlisi per faceta als EUA. Phyllis va ser la seva presidenta.
En un article el 1954, va esbossar la seva Conjectura de les deficiències en la CD de Dewey, on aquest sistema (aplicat a altres sistemes com l'utilitzat per la Biblioteca del Congrés) resultava massa rígid per adaptar-se als canvis que produeix el coneixement humà a causa d'una anàlisi estanco de la ciència. Richmond va dissenyar esquemes poli-dimensionals per il·lustrar el coneixement humà basat en la concepció aristotèlica de l'univers, com una sèrie d'esferes connectades per nodes i enllaços i amb el tema central de fons. Aquests esquemes han estat emprats com a base conceptual de tesaurus digitals.
Para Richmond, la classificació per facetes és la realització de la tècnica i la ciència de la classificació, ja que estandarditza el mètode científic inductiu i sintetitza els coneixements conceptuals; és a dir, l'anàlisi per facetes és la pedra angular de l'enfocament modern de la informació i la seva automatització. Per això, el programa PRECIS, dissenyat per Derek Austin, li va resultar molt atractiu perquè permetia l'accés temàtic a la Biblioteca Britànica. Richmond va passar dos anys, de 1977 a 1978, a Anglaterra per aprendre-ho.
A més de treballar amb PRECIS, Richmond va tenir un contacte ampli amb altres programes informàtics de biblioteques, als quals va avaluar amb test dissenyats per ella mateixa, per rebutjar aquells que no cobrien les necessitats bàsiques de les biblioteques.
Finalment, malgrat que ja no va treballar de manera incisiva en la història de la ciència, si que va elaborar nombroses facetes de classificació en aquest camp, intentant organitzar el coneixement humà.

## Obres i premis
Phyllis Richmond va publicar nombrosos articles en revistes científiques, a més de pertànyer al consell editorial de moltes d'elles.
El 1972, l'American Society of Information Sciencie and Tecnology (ASIST) li va concedir el Premi ASIST al Mèrit Acadèmic, i va ser la primera dona en rebre'l. El 1977, va ser nomenada Fellow del Council of Research Libraries d'Anglaterra.